# شتاینباخ (وارتبورگکرایس)
شتاینباخ (به آلمانی: Steinbach) یک منطقهٔ مسکونی در آلمان است که در باد لیبن‌اشتاین واقع شده است. شتاینباخ ۱٬۱۸۵ نفر جمعیت دارد.